# Олександрівське (Новоазовська міська громада)
Олекса́ндрівське (до 2016 року — Ро́зи Люксембу́рг) — село Новоазовської міської громади Кальміуського району Донецької області, Україна. Відстань до райцентру становить близько 14 км і проходить автошляхом Т 0508.

## Історія
26 серпня 2014 року російські військові та збройні формування ДНР при спробі захоплення Новоазовська зайняли село Олександрівка.

## Населення
За даними перепису 2001 року населення села становило 911 осіб, з них 61,58 % зазначили рідною мову українську, 37,76 % — російську, 0,33 % вірменську та німецьку мови.